# Tribunal de police (France)
Pour les articles homonymes, voir Tribunal de police.
Le tribunal de police est une juridiction pénale française qui juge toutes les contraventions. Jusqu'en 2005 et à nouveau depuis le 11 janvier 2017, il est compétent pour le jugement de toutes les catégories de contraventions. Les infractions plus graves, quand il s'agit de délits, sont jugées par un tribunal correctionnel ; quand il s'agit de crimes, sont jugées par la cour d'assises ou la cour criminelle départementale. Entre 2006 et janvier 2017, les contraventions de moindre gravité (de 1re à 4e catégorie), étaient jugées pour l'essentiel par le juge de proximité.

## Composition

L'ancien tribunal de police de Paris

Le tribunal de police siège au tribunal judiciaire et est composé d'un juge et d'un greffier.
Pour sa part, le ministère public est représenté par le procureur de la République ou l'un de ses substituts dans le cas des contraventions de cinquième classe. Pour les audiences dédiées aux infractions de la première à la quatrième classe, le rôle de ministère public est assuré par un commissaire de police ou, si celui-ci y est habilité, par un officier de police. Il peut également être fait appel, uniquement à titre exceptionnel, au maire de la commune.
Dans le cas des infractions forestières, le rôle de ministère public est assuré par un ingénieur des eaux et forêts, ou par un chef de district ou par un agent technique désigné par le chef de service des eaux et forêts.
Pour les infractions à la police de la conservation du domaine public routier, le ministère public peut être représenté par le directeur départemental de l'équipement ou une personne désignée par celui-ci.

## Compétences

### Compétence à raison de la matière
Le tribunal de police connaît uniquement des contraventions et ne peut pas connaître des infractions punies d’une peine d’emprisonnement ou des amendes supérieures à 3 000 euros,.
Il exerce également une compétence d'attribution en matière douanière.

### Compétence à raison du lieu
Le tribunal de police connaît des contraventions dont il est dans le ressort :
- du lieu de commission ou de constatation de la contravention ;
- de la résidence du prévenu ;
- du siège de l’entreprise détentrice d’un véhicule mis en cause.

Les autres règles de compétence sont identiques au tribunal correctionnel.

### Code des douanes
1. ↑  Art. 356 du Code des douanes

### Code de procédure pénale
1. ↑  Art. 523 du Code de procédure pénale
2. ↑  Art. 521 du Code de procédure pénale
3. ↑  Art. 522 du Code de procédure pénale

### Code pénal
1. ↑  Art. 131-14 du Code pénal

### Code de l'organisation judiciaire
1. ↑  Art. L231-3 (abrogé) du Code de l'organisation judiciaire